# Długość galaktyczna

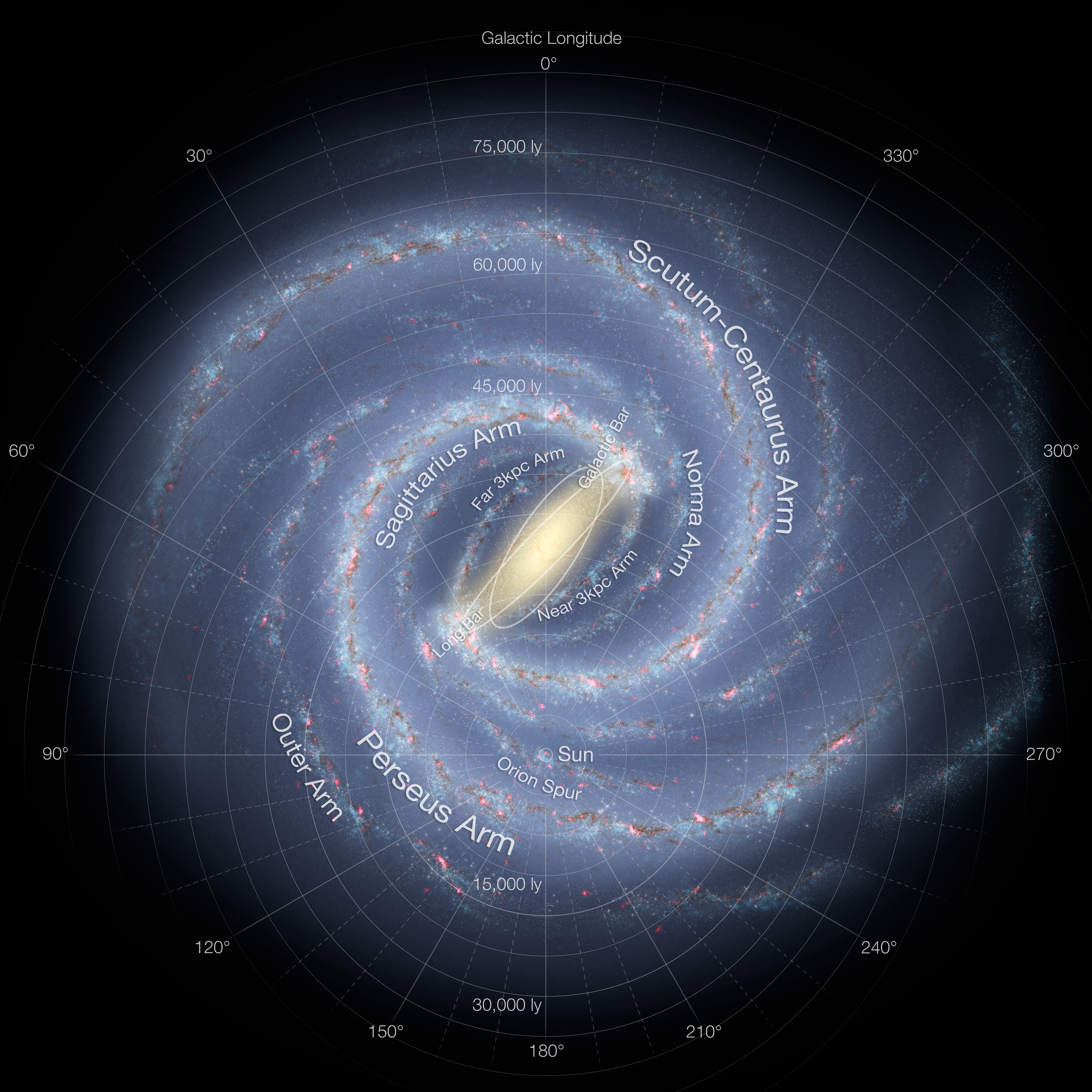
Artystyczna koncepcja Drogi Mlecznej, pokazująca długości galaktyczne wychodzące od Słońca. Wykonana przez NASA.

Długość galaktyczna – kąt dwuścienny między płaszczyznami prostopadłymi do płaszczyzny równika galaktycznego, z których jedna przechodzi przez centrum naszej Galaktyki, zaś druga przez dane ciało. Jest jedną z dwóch współrzędnych charakteryzujących położenie ciała niebieskiego we współrzędnych galaktycznych (drugą jest szerokość galaktyczna).
Za początek rachuby (zero) długości galaktycznej przyjmuje się środek układów gwiazdowych w gwiazdozbiorze Strzelca - środek Drogi Mlecznej, gdzie znajduje się bardzo szczególny obiekt (centralny obiekt naszej Galaktyki): ogromna koncentracja materii tworząca czarną dziurę o masie równej w przybliżeniu trzem milionom mas Słońca. Znajduje się tam słabe źródło fal radiowych (radioźródło) i promieniowania rentgenowskiego, noszące nazwę Sagittarius A*, o współrzędnych 17h 45m 42s i -28° 56′ 00″ (dla epoki 2000.0).
Długość galaktyczną liczy się w zakresie od 0° do 360° w kierunku, w którym mierzy się rektascensję.